# Beals (cráter)

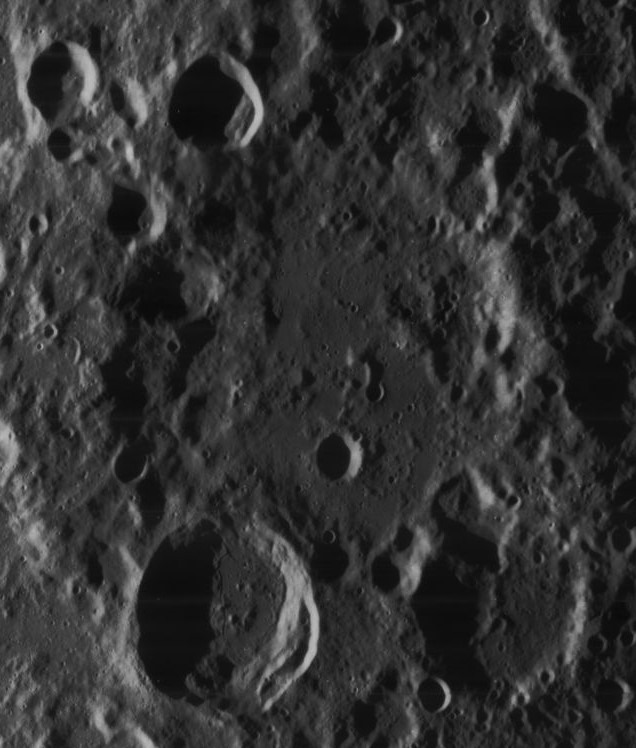
Imagen oblicua de la misión Lunar Orbiter 4 centrada en el cráter Riemann, con Beals más abajo a la izquierda

Beals es un cráter de impacto que se encuentra cerca de la extremidad oriental de la Luna, al otro lado del borde suroeste del cráter Riemann. Desde la Tierra el cráter es visto casi desde el borde, y se observa mejor durante las libraciones favorables. Al oeste se encuentra la gran llanura amurallada del cráter Gauss.

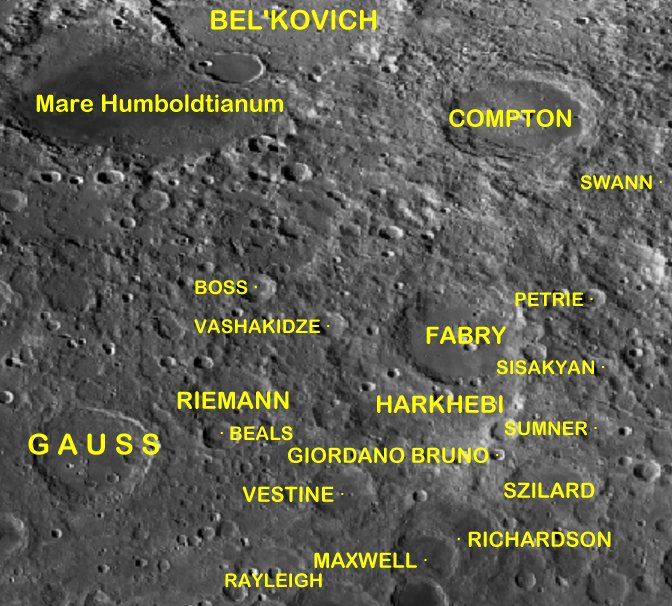
Entorno de Beals (centro del cuadrante inferior izquierdo)

Esta formación está solo ligeramente desgastada, sin impactos significativos dentro de su perímetro. La pared interna es más estrecha a lo largo de la cara norte-noreste, donde el cráter se introduce en Riemann, y el borde es algo irregular en el extremo sur. El piso interior tiene solo unos pocos valles menores, situados cerca del punto medio.
Beals fue designado anteriormente Riemann A, un cráter satélite de Riemann, hasta que la IAU le cambió el nombre en 1982 para conmemorar a Carlyle S. Beals, un astrónomo canadiense. Antes de denominarse Riemann A, este cráter era conocido como Cráter 110.